# Rhema Otabor
Rhema Otabor (née le 3 décembre 2002 à Nassau) est une athlète bahaméenne, spécialiste du lancer du javelot.

## Biographie
Rhema Otabor débute le javelot dans les catégories jeunes en remportant en 2018 les Jeux de la CARIFTA U18, avec un lancer à 44,21 m. L'année suivante elle récidive en U20 avec l'engin senior.
Elle rejoint le club des Panthers de FIU, basé à Miami, et y reste jusqu'en 2022. Durant ces deux saisons, elle prend notamment la 4e place aux championnats du monde U20, établissant un record national en catégorie junior à 55,08 m, et est élue athlète junior bahaméenne de l'année.
En 2022, elle porte son record personnel à 58,58 m pour remporter le titre aux championnats des Bahamas, puis monte sur la 3e marche du podium des Championnats NACAC, qui regroupent l'Amérique du Nord, l'Amérique centrale et les Caraïbes, derrière les Américaines Kara Winger et Ariana Ince.
La saison suivante elle rejoint les Nebraska Huskers. Elle devient championne NCAA au javelot grâce à un lancer à 59,49 m à Austin. Aux Jeux d'Amérique centrale et des Caraïbes elle termine au pied du podium avec 56,34 m. Elle remporte son 2e titre national avec 59,75 m, ainsi que les championnats NACAC U23, où elle établit un nouveau record de la compétition.
Alignée aux championnats du monde, elle ne franchit pas le cap des qualifications. En fin de saison, elle obtient la médaille d'argent aux Jeux panaméricains de Santiago, avec un nouveau record personnel à 60,54 m, battue par la Colombienne Flor Ruíz.
En 2024, Rhema Otabor conserve son titre de championne NCAA, en envoyant l'engin à 64,19 m au 5e essai. Elle bat ainsi l'ancien record des Bahamas qui était la propriété de Laverne Eve depuis 2000.

## Palmarès
| Date | Compétition                              | Lieu         | Résultat | Marque  |
| ---- | ---------------------------------------- | ------------ | -------- | ------- |
| 2022 | Championnats NACAC                       | Freeport     | 3e       | 57,91 m |
| 2023 | Jeux d'Amérique centrale et des Caraïbes | San Salvador | 4e       | 6,50 m  |
| 2023 | Jeux panaméricains                       | Santiago     | 2e       | 60,54 m |

## Records
| Épreuve           | Marque       | Lieu   | Date        |
| ----------------- | ------------ | ------ | ----------- |
| Lancer du javelot | 64,19 m (NR) | Eugene | 6 juin 2024 |